# Nebraska (album)
Nebraska je šesté studiové album amerického hudebníka Bruce Springsteena. Vydáno bylo v září roku 1982 společností Columbia Records a jeho producentem byl sám Springsteen. Springsteen desku nahrál sám bez pomoci dalších hudebníků na čtyřstopé nahrávací zařízení Portastudio. Nahrávky byly původně zamýšleny jako dema, které Springsteen plánoval nahrát znovu za doprovodu své kapely E Street Band. Nakonec se však rozhodl zveřejnit pouze tyto demonahrávky.

## Seznam skladeb
Autorem všech skladeb je Bruce Springsteen.
1. Nebraska – 4:32
2. Atlantic City – 4:00
3. Mansion on the Hill – 4:08
4. Johnny 99 – 3:44
5. Highway Patrolman – 5:40
6. State Trooper – 3:17
7. Used Cars – 3:11
8. Open All Night – 2:58
9. My Father's House – 5:07
10. Reason to Believe – 4:11

## Obsazení
- Bruce Springsteen – zpěv, kytara, harmonika, mandolína, zvonkohra, tamburína, Hammondovy varhany, syntezátor